# Most Mesi
Most Mesi (alb. Ura e Mesit) - kamienny most na rzece Kir, zlokalizowany osiem kilometrów na północ od Szkodry.
Obiekt, mający około sto metrów długości, powstał w drugiej połowie XVIII wieku. Na most składa się trzynaście przęseł, z których najdłuższe posiada 22 metry długości i 18 metrów wysokości nad lustrem wody. Most znajduje się na liście zabytków kulturowych Albanii (Mmonumenti Kulturor), chronionych przez państwo.